# İlker Avcıbay
İlker Avcıbay (* 1. Oktober 1978 in Karataş) ist ein türkischer Fußballspieler.

## Karriere
Von 2001 bis 2003 hatte er im Club Elazığspor lediglich vier Einsätze als Torwart. Er wechselte zu Denizlispor, saß dort jedoch auf der Bank. Bei Altay Izmir, wo er von Dezember 2004 bis zum Juli 2005 spielte, kam er auf zehn Einsätze. In den nächsten Vereinen  Antalyaspor, Adana Demirspor und Konyaspor stand er insgesamt zwei Mal im Tor. Seit 2009 steht er in Diensten von Manisaspor und kam bis jetzt (2011) auf 61 Spiele.
Nach dem Abstieg Maniaspors in die TFF 1. Lig verließ er zum Sommer 2012 diesen Verein und wechselte zum Aufsteiger Kasımpaşa Istanbul. Für diesen Klub spielte er die nächsten zwei Jahre ohne dabei aus der Rolle des Ersatzkeepers herauskommen zu können.
Zur Saison 2014/15 wechselte Avcıbay zum Zweitligisten Gaziantep Büyükşehir Belediyespor und einer Saison später zu Bayrampaşaspor.